# 1901年の航空
< 1901年
1900年の航空 - 1901年の航空 - 1902年の航空

## 航空に関する出来事

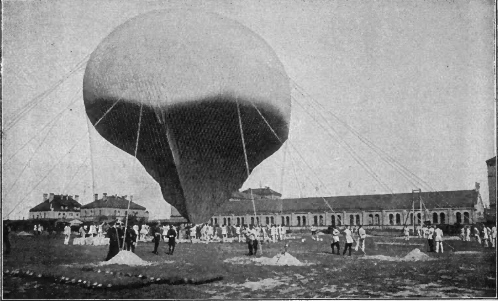
ラインハルト・シューリンクらの気球

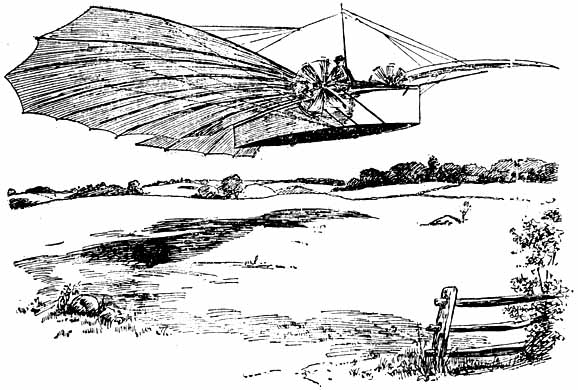
「ナンバー21」（ディック・ハウエルによる画）

- 1901年 - 王立航空クラブが創設される。
- 1901年 - アメリカ合衆国で、ラングレイ教授によって、内燃機関を搭載した模型飛行機による初の飛行が行われる。
- 1901年 - ライト兄弟が風洞実験により翼の設計を改善し、複葉の第2号グライダーを製作する。
- 1901年 - 矢頭良一、「飛学原理」の論文を独自に著し、森鷗外に飛行機製作の構想を明らかにする。その後1907年頃まで飛行機の研究を行う。
- 1901年 - フランスのルボーディ兄弟がモワザンに格納庫を作り、半硬式飛行船の製造を始める。
- 7月31日 - ラインハルト・シューリンクとアルトゥル・ベルソンが、開放式のゴンドラの気球で高度10,800 mに達した。
- 8月14日 - ドイツ系アメリカ人グスターヴ・ホワイトヘッド「ナンバー21」が米国コネチカット州ブリッジポートで800mの安定した動力飛行に成功したと言われるが、物的証拠はない。
- 10月19日 - ブラジル人、アルベルト・サントス・デュモンが半硬式飛行船"Nr. 6"で制限時間以内にエッフェル塔を周回し、この飛行にかけられた懸賞のドゥーチ賞と賞金100,000フランを獲得する。
- 10月 - オーストリアで、ヴィルヘルム・クレスの水上機が離水に失敗して大破。
- 12月 - 日本陸軍の徳永熊雄中尉ら2名が気球による500mの飛行を行い、電話線で連絡を行い、空中写真を撮影する。

## 航空に関する賞の受賞者
- フランス飛行クラブ大賞（Grande Médaille de l'Aéro-Club de France ）：アルベルト・サントス・デュモン、アンリ・ドゥッシュ＝ド＝ラ＝ムルト、 ロベール・ルボーディ